# Fulko II d’Este
Fulko (II) d’Este (ur. zapewne na przełomie XIII i XIV wieku - zm. po 10 października 1308 roku) - dziedzic senioratu Ferrary i jego formalny władca w 1308 roku
Urodził się jako syn Fresco d’Este, nieślubnego syna Azzo VIII oraz Pellegriny Caccianemici, córki Caccianemico Caccianemiciego. W 1293 roku jego dziadek Azzo VIII d’Este musiał odstąpić Modenę swemu bratu, Aldobrandino, a Franciszkowi - Reggio; nie wyznaczył wówczas dziedzica Ferrary. Po śmierci dziadka 31 stycznia 1308 roku przejął formalnie władzę w Ferrarze. Prawdopodobnie ze względu na młody wiek regencję sprawował jego ojciec przy militarnym wsparciu Wenecji. Władcy wyznaczali swego następcę na podstawie woli własnej lub papieża, nie musieli się przy tym kierować starszeństwem czy pokrewieństwem w linii prostej. Spowodowało to bunt braci Azzo VIII, Aldobrandina i Franciszka. Zwrócili się oni o pomoc do Padwy oraz rezydującego w Awinionie papieża Klemensa V. Ten wysłał do Ferrary swego nepota kardynała Arnaldo Pelagruę, który zastał w mieście rebelię przeciw Fresco. Fulko i Fresco utracili ziemie w październiku 1308 roku formalnie na rzecz Aldobrandino II, a de facto przeszły one pod papieski protektorat. Fresco wraz z synem zwrócili się o pomoc do Wenecjan, którzy ostatecznie stracili miasto w 1310 roku. Nie odzyskał on jednak władzy dla siebie ani dla syna, wycofał też jego ewentualne roszczenia do tronu. Fresco zmarł w 1312 roku w Wenecji, natomiast o Fulko nie ma informacji po 1308 roku.